# Soloella guttivaga
Soloella guttivaga är en fjärilsart som beskrevs av Walker 1854. Soloella guttivaga ingår i släktet Soloella och familjen nattflyn. Inga underarter finns listade i Catalogue of Life.